# Lada Vesta
Lada Vesta je osobní automobil ruské automobilky AvtoVAZ, který byl poprvé představen v srpnu 2014 na Moskevském mezinárodním autosalonu. Sériově vyráběn začal být 25. září 2015 v ruském Iževsku.